# Heteronychia bodediana
Heteronychia bodediana är en tvåvingeart som beskrevs av Andy Z. Lehrer 1998. Heteronychia bodediana ingår i släktet Heteronychia och familjen köttflugor. Inga underarter finns listade i Catalogue of Life.